# 安全地帯アンプラグド・ライヴ!
『安全地帯アンプラグド・ライヴ!』（あんぜんちたい－）は、日本のロックバンドである安全地帯の6作目の映像作品。
1993年8月25日にKitty Recordsからリリースされた。前作『安全地帯ドキュメント I LOVE YOUからはじめよう 日本武道館ライブ』（1989年）以来約4年半振りとなるライブ・ビデオである。
本作はコンサートツアー「10th Anniversary Acoustic Special Night」の中から1992年12月26日の神奈川県民ホールでの模様を全て収録している。

## 背景
安全地帯は8枚目となるアルバム『安全地帯VIII〜太陽』（1991年）リリースと同時期にキティから独立し、「Musical Farmaer's Production」という新事務所を設立した。しかし独立を機に周囲の物事が玉置の思い通りにならなくなった事や、時代の流れによる打ち込みを多用するレコーディングに対し玉置が強い抵抗感を示した事などにより、仕事も少なくなっていく中でメンバーとの間で溝が生まれる事態となった。この時期の玉置は一度北海道への帰還を検討していたが、東京に家族を抱えるメンバーの了承は得られなかった。
また、1988年頃のライブではメンバー以外も含めて15名もステージ上にいた事に玉置が反発した結果、1990年のコンサートツアー「安全地帯VII-夢の都-TOUR」および1991年のコンサートツアー「安全地帯 VIII MUSICAL FARMER'S TOUR」ではそれまで4名いたサポート・ミュージシャンが徐々に減っていく事となった。

## 録音、制作
本作は安全地帯のデビュー10周年を記念し、1992年4月16日の川崎クラブチッタから12月26日の神奈川県民ホールまで敢行されたコンサートツアー「10th Anniversary Acoustic Special Night」から、最終日となった神奈川県民ホールでの模様をノーカットで全て収録している。本来であれば本作には12月7日、12月8日の2日間連続で行われた日本武道館公演が収録される予定であったが、玉置は最終日の演奏に関して「これは安全地帯のベスト・ライヴだった」証言、さらに崩壊寸前であったバンドの最高潮の記録を希望する玉置の意向を受け、日本武道館公演の記録はお蔵入りとなり、最終日の模様が収録される事となった。
しかし、日本武道館公演では2日間に亘り数十台のカメラを投入して撮影されるなど、すでに多額の予算を消費していたため予算が足りず、苦肉の策としてHi8で撮影が行われた。これに関して撮影を行った吉田恒星は、「作品にNGを出してもう1回いちからやり直せるかって言ったら、なかなか勇気がいることじゃないですか。（中略）彼（玉置）は昔からずっとそうだったんですよ。本当に骨身を削りすぎるくらい削って音楽を作ってますよね」と発言している。

## 構成
当日のライブでは曲順が一切決められておらず、玉置がギターを持ち歌い始めると同時に周囲のメンバーがそれに合わせて即興で演奏するスタイルとなっていた。また、安全地帯の10周年記念のライブであったが、代表曲である「ワインレッドの心」（1983年）、「真夜中すぎの恋」（1984年）、「恋の予感」（1984年）、「碧い瞳のエリス」（1985年）などはメドレー形式として一部のみ歌唱される形となった。玉置浩二の自伝本『玉置浩二 幸せになるために生まれてきたんだから』において志田歩はこの件に関して、「ファンの思い入れをかわすかのようにさえ見えるそっけない態度からは、これらのヒット曲によって定着したパブリック・イメージに振り回された10年間の歴史の節目だけは、自分たちが本来もっていたはずの姿で決着をつけようという玉置の執念ともいえる思いが伝わってくる」と記述している。
またパフォーマンスにおいてもそれまでの安全地帯には見られなかったものとなっており、強烈なシャウトを繰り返す事や、ブルース進行に載せて即興の歌詞で歌を歌う事、ギターの弦を引きちぎった後にギターを床に叩きつけるなど玉置のアクションが激しいものとなった。これに関して志田歩は、「玉置を悩ませてきたさまざまな葛藤が、チームとしての結束が危うくなる瀬戸際で、音楽のエネルギーへと昇華されていたのだろう」、「この時の安全地帯は、そのバンド名とは裏腹に、もっとも危険な刺激に満ちたロック・バンドだった」と記述している。また、本作収録のライブは玉置がメンバーの潜在能力を極限まで引き出しているとした上で、「"アンプラグド"という言葉から連想されるおしゃれで落ち着いたイメージとはまったく相容れない」、「破滅型の天才たちと同種のスリリングな作品」とも記述した他、「ツアー最終日の玉置は、安全地帯というバンドのワクを、自ら破壊してしまったことになる」と指摘した。ギタリストの矢萩渉はこのライブに関して「こんなのずっとやってたら死んじゃいますよ」と厳しいステージであった事を証言している。

## リリース
1993年8月25日にVHS、LDの2形態でリリースされた。その後、1999年5月19日にはVHSのみ再リリースされた。2000年12月20日にはDVDにて再リリースされ、2003年2月19日には3月31日までの期間限定としてDVDにて再リリースされた。

## 批評
| 専門評論家によるレビュー | 専門評論家によるレビュー |
| レビュー・スコア         | レビュー・スコア         |
| 出典                     | 評価                     |
| ------------------------ | ------------------------ |
| CDジャーナル             | 肯定的                   |

- 音楽情報サイト『CDジャーナル』では、ノーカット収録に関して肯定的に評価した他、「シンプルなサウンドに玉置の熱唱が際立つ」と称賛した[11]。

## 収録曲
| #   | タイトル | 作詞 | 作曲・編曲 |
| --- | --- | ---- | ---------- |
| 1.  | 「イントロダクション」                                                                                               |      |            |
| 2.  | 「プラトニック＞DANCE」                                                                                              |      |            |
| 3.  | 「1991年からの警告」                                                                                                 |      |            |
| 4.  | 「好きさ」 |      |            |
| 5.  | 「SEK'K'EN=GO」 |      |            |
| 6.  | 「メドレー：青空～冬CITY-1」                                                                                         |      |            |
| 7.  | 「時計」 |      |            |
| 8.  | 「夢の都」 |      |            |
| 9.  | 「花咲く丘」 |      |            |
| 10. | 「ナンセンスだらけ」                                                                                                 |      |            |
| 11. | 「Big Starの悲劇」                                                                                                   |      |            |
| 12. | 「ジョンがくれたGUITAR」                                                                                             |      |            |
| 13. | 「We're alive」 |      |            |
| 14. | 「俺はどこか狂っているのかもしれない」                                                                               |      |            |
| 15. | 「ブルース・インプロヴィゼーション」                                                                                 |      |            |
| 16. | 「エネルギー」 |      |            |
| 17. | 「メドレー：ワインレッドの心～真夜中すぎの恋～恋の予感」                                                             |      |            |
| 18. | 「夏の終りのハーモニー」                                                                                             |      |            |
| 19. | 「Seaside Go Go」 |      |            |
| 20. | 「メドレー：Lonely Far～黄昏はまだ遠く～朝の陽ざしに君がいて～夢のつづき～消えない夜～碧い瞳のエリス～かあさんの歌」 |      |            |
| 21. | 「あの頃へ」 |      |            |

## リリース履歴
| No. | 日付           | レーベル      | 規格   | 規格品番            | 最高順位 | 備考                        |
| --- | -------------- | ------------- | ------ | ------------------- | -------- | --------------------------- |
| 1   | 1993年8月25日  | Kitty Records | VHS LD | KTVV-1025 KTLV-1025 | -        |                             |
| 2   | 1999年5月19日  | Kitty Records | VHS    | KTVV-1059           | -        |                             |
| 3   | 2000年12月20日 | Kitty Records | DVD    | UMBK-1006           | -        |                             |
| 4   | 2003年2月19日  | ユニバーサル  | DVD    | UMBK-9058           | -        | 3月31日までの期間限定廉価版 |